# Рахимбаев, Айдын Жумадилович
Айдын Жумадилович Рахимбаев (каз. Айдын Жұмаділұлы Рақымбаев; род. 20 сентября 1972 года, село Казнаковка, Самарский район Восточно-Казахстанская область) — казахстанский предприниматель, филантроп, акционер и председатель совета директоров холдинга BI-Group, а также Президент YPO Kazakhstan.
В 2020 году занял 11-е место в списке 50 богатейших бизнесменов Казахстана (личное состояние оценивается в $514 млн), 5-е место в списке самых влиятельных бизнесменов Казахстана.

## Биография
Айдын Рахимбаев родился в селе Казнаковка Самарского района в семье механизатора. В семье было два брата и две сестры.
В 1990 году Рахимбаев поступил в Целиноградский инженерно-строительный институт по специальности «инженер-строитель», где обучался до 1995 года. В 2002 году получил степень магистра юриспруденции в Евразийском национальном университете имени Л. Н. Гумилева, а в 2007 году — степень MBA в Международной Академии Бизнеса. С 2019 года обучается на программе OPM в Harvard Business School.
Супруга Айдына Рахимбаева — Рахимбаева Анар Амангельдиновна, по профессии врач, является руководителем общественного фонда «Дом Мамы» и Национального Агентства по Усыновлению. Вместе они воспитывают семерых детей.

### Профессиональная деятельность
Трудовую деятельность Айдын Рахимбаев начал разнорабочим в строительной бригаде. Затем поступил в Целиноградский инженерно-строительный институт и на последнем курсе вместе с сокурсниками основал первый бизнес — трейдинговую компанию «АзТэк» (предшественник BI Group).
С 1998 года в «АзТэк» открылось строительное подразделение, затем в 2001 году компания полностью переориентировалась на жилищное строительство и получила название BI Group. За 10 лет работы холдинг вышел в лидеры по жилищному строительству и до сих пор находится на ведущих позициях в Казахстане. Со дня основания компании Айдын Рахимбаев является ее руководителем.
С 2015 года BI Group начала работать над проектами строительства в нефтесервисной отрасли. Участвовала в реализации проекта будущего расширения на Тенгизе «ТенгизСервис». Сумма контрактов с «Тенгизшевройл» составляет $360 млн.
В 2016 году началось сотрудничество с международной сетью отелей Hilton, заключен контракт на реализацию проекта отеля в Астане на 1000 номеров.
На сегодняшний день компания занимается строительством в Казахстане, России, Грузии, Кыргызстане и Узбекистане.
По итогам 2019 года BI Group вошла в список 50 крупнейших частных компаний журнала Forbes Kazakhstan (5-е место) с оборотом в $1.2 млрд.
21 октября 2020 года компания Айдына Рахимбаева в партнерстве с Бериком Каниевым начала строительство сети частных школ Quantum STEM Schools. Quantum STEM Schools — совместный социальный проект BI Group и Lancaster Group, призванный дать школьникам образование на трех языках. Предполагается открыть 20 школ по всему Казахстану.

### Спорт и увлечения
Айдын Рахимбаев — любитель активного и экстремального отдыха. Увлекается автоспортом и триатлоном.
- Единственный казахстанец, вошедший в топ-10 лучших гонщиков по итогам гонки Дакар-2015 (9-е место в общем зачете внедорожников)
- Вошел в пятерку сильнейших гонщиков Silk Way Rally в 2016 году (Москва — Пекин) в ходе Dakar Series
- Финишер триатлонных гонок IRONMAN Vichy 2016, IRONMAN Barselona 2016,[13] IRONMAN Kopenhagen 2017.
- Первый казахстанец, который поднял флаг страны на чемпионате мира IRONMAN WORLD CHAMPIONSHIP Kailua-Kona 2017, Hawaii

### Благотворительность и меценатство
- Инициатор проекта «Дом Мамы», который оказывает помощь женщинам, оказавшимся в тяжелой жизненной ситуации[14]. Совместными усилиями 20-ти друзей-бизнесменов были открыты 20 кризисных центров «Дом Мамы» по всей стране. Благодаря проекту за 7 лет число детей-сирот в Казахстане сократилось в два раза[15]. Конечная цель проекта — закрыть все детские дома в стране. С 2019 года на базе общественного фонда «Дом Мамы» также было запущено Национальное Агентство по Усыновлению[16], оказывающее поддержку приемным семьям. Сам Рахимбаев вместе с супругой Анар воспитывает семерых детей, из них трое приемные[17][18].
- Инициатор образовательного проекта IQanat, который оказывает поддержку ученикам сельских школ. IQanat проводит олимпиаду среди сельских школьников и занимается их подготовкой к сдаче экзаменов. Ежегодно проект, который поддерживают и финансируют 60 казахстанских бизнесменов, охватывает более 30 000 сельских школьников[19].
- В 2019 году Рахимбаев вместе с супругой Анар основал Фонд Aidyn & Anar Rakhimbayev Foundation для финансирования совместных благотворительных проектов. Фонд спонсировал строительство школы IQanat High School of Burabay, в которой бесплатно обучаются 200 лучших школьников из сел[20]. Выпускников школы готовят к поступлению в казахстанские и международные вузы.

## Награды
- Орден «Барыс» ІІІ степени (2021) — вручён президентом Казахстана за вклад в борьбу с пандемией и помощь Атырауской области, пострадавшей от паводков[21]
- Орден «Парасат» (2012)
- «Орден «Курмет»» — за заслуги и значимый вклад в строительство Астаны
- Медаль «10 лет Конституции Республики Казахстан» (2005)
- Медаль «10 лет Астане» (2008)

- Почётный диплом Президента Республики Казахстан за благотворительную и спонсорскую деятельность в культурной и гуманитарной сферах в 2005—2006 годах (2006)[22]